# Tasiilaq
Tasiilaq is een plaats op het Ammassalikeiland in Groenland. Het is de grootste van de twee steden in Oost-Groenland (de andere plaats is Ittoqqortoormiit) en maakt deel uit van de gemeente Sermersooq. De stad is gesticht in 1894 en heeft ongeveer 1850 inwoners. Tasiilaq heeft een haven en is slechts zo'n vijf maanden per jaar bereikbaar voor schepen. De stad wordt bediend door de luchthaven Kulusuk. Deze ligt bij de gelijknamige plaats op een eiland ten oosten van de twee fjorden aan weerszijden van Tasiilaq. De gemiddelde temperatuur in januari is -2,6 graden Celsius, in juli is dat 6,2 graden Celsius. Er zijn circa 300 hondensledes aanwezig.
De plaats wordt van energie voorzien door de Waterkrachtcentrale Tasiilaq.
Een specifiek weerkundig verschijnsel in het dorp is de zogenaamde Piteraq. Een piteraq is een koude katabatische wind die zijn oorsprong vindt op de Groenlandse ijskap en langs de oostkust waait. Het woord "piteraq" betekent "dat wat je aanvalt" in de lokale taal. Piteraqs komen het meest voor in de herfst en winter. Er kunnen windsnelheden ontstaan van 180-288 km/uur. Op 6 februari 1970 werd de gemeenschap van Tasiilaq getroffen door de ergste gedocumenteerde piteraq ooit in Groenland met windstoten tot 325 km/u) die ernstige schade aanrichtte. Sinds de jaren '70 worden speciale piteraq-waarschuwingen uitgevaardigd door het Deense Meteorologisch Instituut. Op 25 september 2022 werd de plaats eveneens ernstig getroffen.

## Afbeeldingen

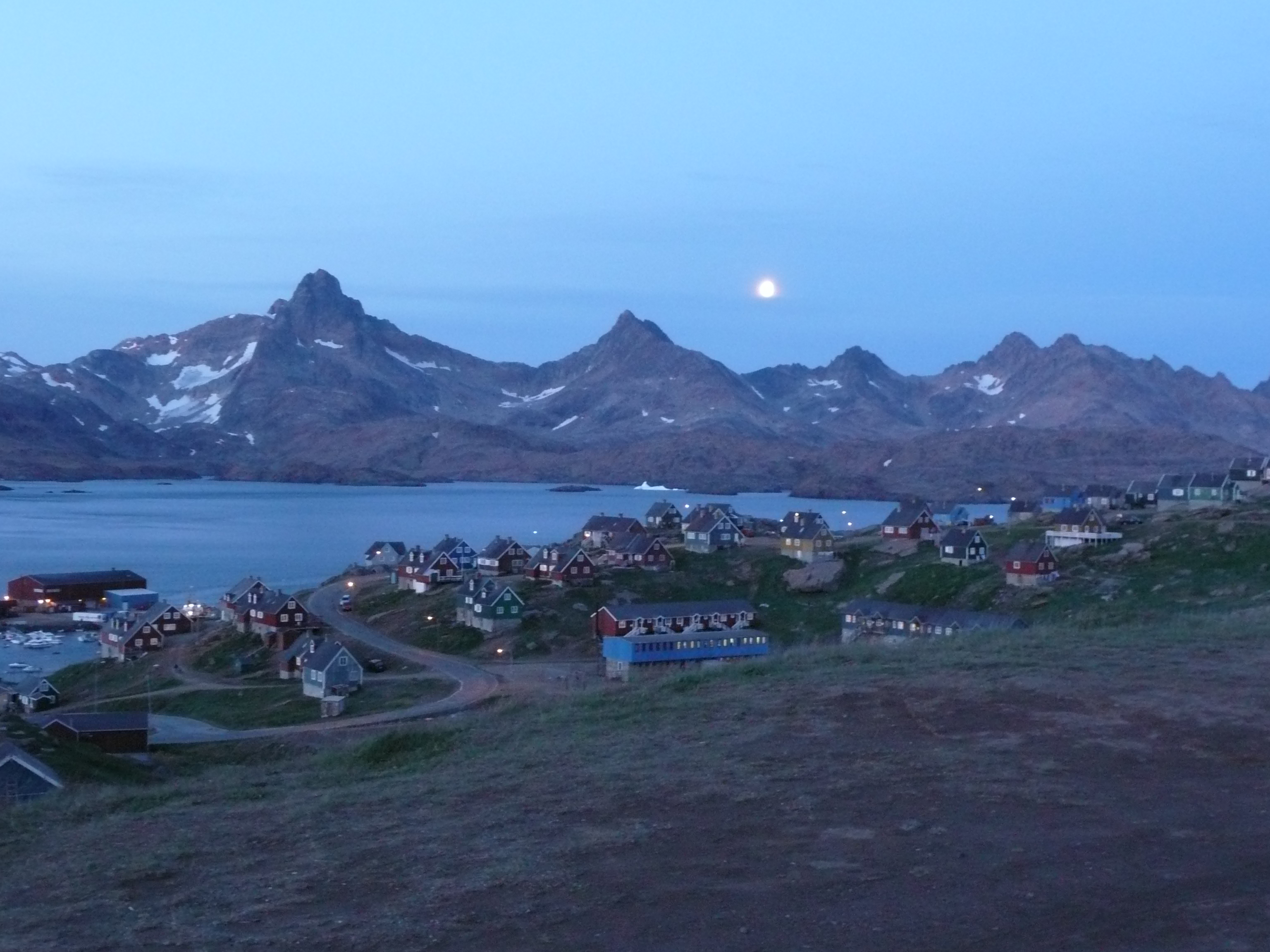
Tasiilaq (2008)
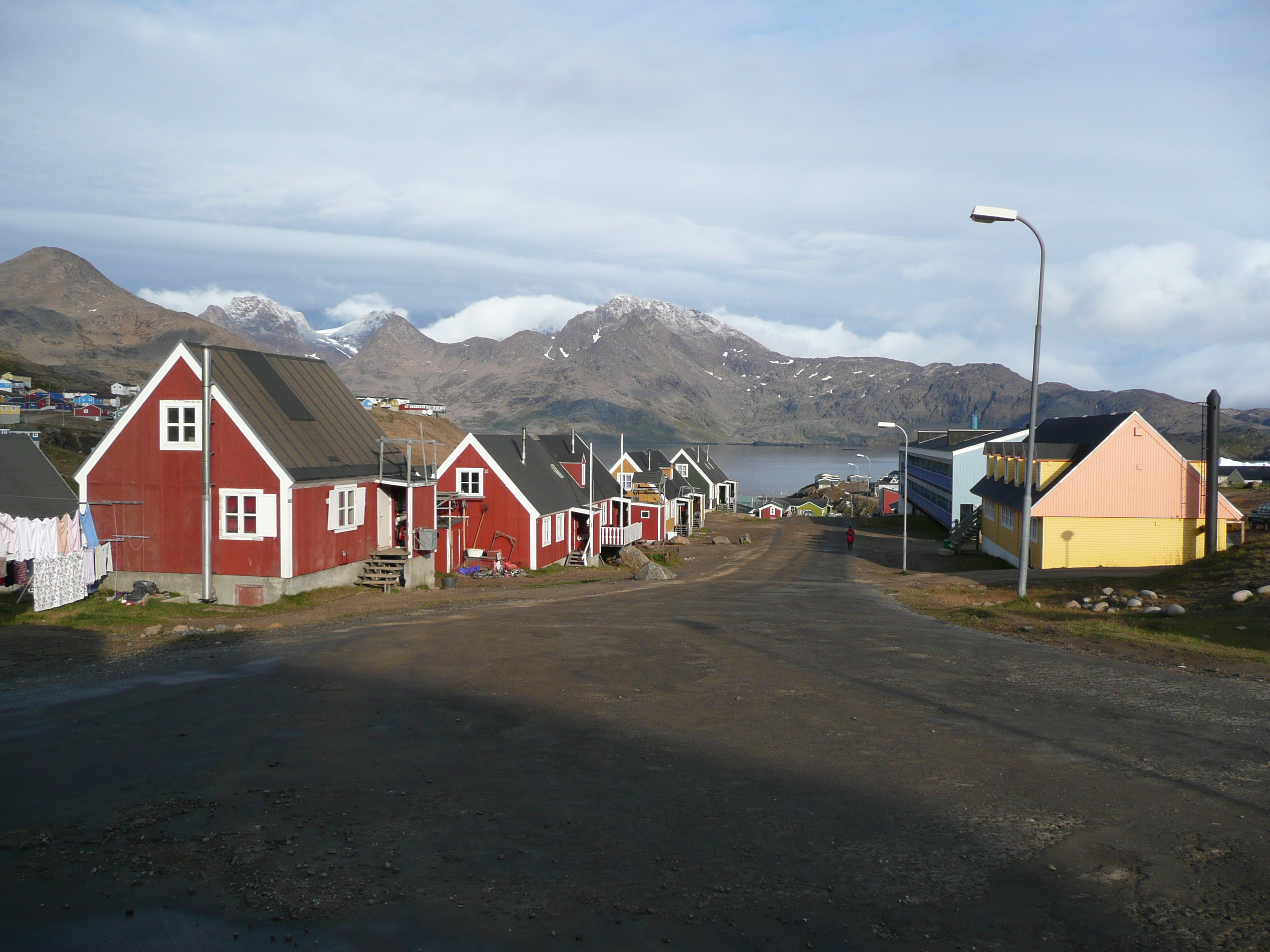
Straat in Tasiilaq (2008)

- Gemeinsame Normdatei: 4566606-4
- Library of Congress Control Number: n84092335
- MusicBrainz: fe935a74-b01f-47a3-b5e9-25ce5629452a
- Nationale Bibliotheek van Israël: 987007564773105171
- Système universitaire de documentation: 027666786
- Virtual International Authority File: 157154567